# هر شب (فیلم)
هر شب (انگلیسی: Night After Night) فیلمی آمریکایی در سبک درام به کارگردانی آرچی مایو است که در سال ۱۹۳۲ منتشر شد.

## بازیگران
- جرج رأفت
- کنستانس کامینگز
- مائه وست
- لوئیس کالهرن
- راسکو کارنز
- ترزا هریس